# Jaka Primožič
Jaka Primožič (Škofja Loka, 8 dicembre 1998) è un ciclista su strada sloveno che corre per il team Hrinkow Advarics. È attivo in formazioni UCI dal 2022.

## Palmarès
- 2015 (Juniores)

3ª tappa Tour du Léman Juniors  (Bonneville > Faucigny)
Classifica generale Tour du Léman Juniors
1ª tappa Belgrade Trophy Milan Panić (Belgrado > Rajac)
Classifica generale Belgrade Trophy Milan Panić
- 2016 (Juniores)

3ª tappa Oberösterreich Juniorenrundfahrt (Bad Wimsbach-Neydharting > Gmundnerberg)
Classifica generale Oberösterreich Juniorenrundfahrt
1ª tappa Belgrade Trophy Milan Panić (Belgrado > Rajac)
2ª tappa Belgrade Trophy Milan Panić (Belgrado > Belgrado)
Classifica generale Belgrade Trophy Milan Panić
- 2019 (KK Kranj)

1ª tappa Tour of Montenegro (Cattaro > Njeguši)
- 2023 (Team Hrinkow Advarics, una vittoria)

Internationales ÖRV Radliga Raiffeisenbank Kirschblütenrennen
- 2024 (Hrinkow Advarics, una vittoria)

Grand Prix Vorarlberg

### Altri successi
- 2019 (KK Kranj)

Classifica giovani Oberösterreichrundfahrt
- 2023 (Team Hrinkow Advarics)

Classifica scalatori Belgrado-Banja Luka
- 2024 (Hrinkow Advarics)

Radsaison-Eröffnungsrennen Leonding

## Piazzamenti

### Competizioni mondiali
- Campionati del mondo

Richmond 2015 - In linea Junior: 21º
Doha 2016 - Cronometro Junior: 9º
Doha 2016 - In linea Junior: 8º
Innsbruck 2018 - Cronometro Under-23: 41º
Innsbruck 2018 - In linea Under-23: 38º
Yorkshire 2019 - Staffetta mista: 7º
Yorkshire 2019 - Cronometro Under-23: 49º
Yorkshire 2019 - In linea Under-23: 69º
Wollongong 2022 - In linea Elite: 68º
Glasgow 2023 - In linea Elite: ritirato
Zurigo 2024 - In linea Elite: ritirato

### Competizioni continentali
- Campionati europei

Tartu 2015 - Cronometro Junior: 52º
Tartu 2015 - In linea Junior: 56º
Plumelec 2016 - Cronometro Junior: 28º
Plumelec 2016 - In linea Junior: non partito
Zlín 2018 - In linea Under-23: ritirato
Plouay 2020 - In linea Under-23: 27º
Monaco di Baviera 2022 - In linea Elite: 55º
Drenthe 2023 - In linea Elite: 50º
- Giochi europei

Minsk 2019 - In linea: 61º
Minsk 2019 - Cronometro: 14º